# Nilautama castanea
Nilautama castanea är en insektsart som beskrevs av Yuan och Chou 1985. Nilautama castanea ingår i släktet Nilautama och familjen hornstritar. Inga underarter finns listade i Catalogue of Life.